# Kitumahini debirira Didier
 (juin 2025).
Kitumahini debirira Didier, né le 22 avril 1983 à Mushunguti, dans la province du Sud-Kivu, est un militant des droits de l'homme et homme politique congolais.
Ancien président de la Société Civile de Bunyakiri, il est actuellement député à l'Assemblée nationale, représentant la circonscription de Kalehe depuis le 12 février 2024,,.

## Biographie

### Jeunesse et études
Didier Kitumaini Ndebirira est né et a grandi dans la province du Sud-Kivu où il s'est engagé dans la défense des droits des autochtones pygmées et des communautés locales, notamment pour leur accès aux ressources naturelles. Il s’est battu au sein de la Société Civile pour le bien de la communauté.
Il est diplômé en deuxième année de licence à l'Institut supérieur d'agroforesterie de kahuzi bienga
Très impliqué dans les affaires politiques de la région, son engagement s'inscrit dans une volonté de promouvoir la stabilité et le développement durable de la province du Sud-Kivu. 

### Carrière politique
En 2018, Didier kitumaini décide de se lancer en politique, motivé par le désir de défendre les droits de sa communauté au sein de l'assemblée provinciale. Il se présente comme candidat député provincial dans la circonscription électorale de kalehe sous l'étiquette politique ATIC. Bien qu'il soit massivement élu, son regroupement ne parvient pas à atteindre le seuil requis pour obtenir des sièges. Il continue néanmoins son engagement, répondant à la demande de sa communauté.
En 2023, il revient en politique. Il identifie ses mentors, tels que le député Enerunga, Josée Emina et Jacques Shabani et adhère à l'UDPS le parti présidentiel.
Le 20 décembre 2023, il est confortablement élu député de la circonscription de Kalehe, obtenant la deuxième place à Kalehe le 14 janvier 2024. Ensuite, élu député à l'Assemblée nationale lors des élections législatives de 2024. Il représente la circonscription de Kalehe qui fait face à plusieurs défis socio-économiques, notamment en matière de sécurité, de développement et de gouvernance. Il est membre de l'organisation politique ATUA et fait partie du groupe parlementaire Actions des alliés de la Convention pour la République et la Démocratie-Parti Lumumbiste et alliés.

### Autres activités
Il a exercé en tant qu'éducateur de 2009 à 2014 avant de se consacrer pleinement à la défense des droits de l'homme.
Il sera élu président du Bureau de Coordination de la Société Civile Forces vives de Bunyakiri de 2016 jusqu’en 2019. Il sera réélu pour un second mandat de trois ans.
Il se concentre sur plusieurs activités telles que les plaidoyers pour la réhabilitation des routes nationales auprès des autorités provinciales et nationales, la dénonciation des promesses irréalisables et la pression exercée sur le gouvernement,,